# ببر (فیلم ۲۰۲۴)
ببر (به انگلیسی: Tiger) یک فیلم مستند طبیعت آمریکایی محصول سال ۲۰۲۴ در مورد ببرها به کارگردانی مارک لینفلد، ونسا برلوویتز و راب سالیوان همراه با گویندگی پریانکا چوپرا است. این هفدهمین مستند طبیعت است که با برچسب دیزنی نیچر منتشر می‌شود.
این فیلم به صورت انحصاری دیزنی پلاس در روز زمین در ۲۲ آوریل ۲۰۲۴ منتشر شد.

## داستان
در جنگل‌های وسیع هند، ببر ماده‌ای به نام آمبر اخیراً بستری بزرگ و غیرمعمول از چهار توله به دنیا آورده است. او باید ماه‌ها به توله‌هایش غذا بدهد و از آنها محافظت کند تا بتوانند غذاهای جامد بخورند یا خودشان شکار کنند. او همچنین برای حفظ شیر خود نیاز به شکار گوشت دارد و گاهی اوقات توله‌هایش را تنها می‌گذارد. توله‌ها به‌طور منظم در خطر سایر شکارچیان از جمله ببر نر شانکار، پادشاه جنگل هستند.

## بازخوردها
در جمع‌آوری نقد راتن تومیتوز، این فیلم بر اساس ۸ نقد، با میانگین امتیاز ۵٫۸ از ۱۰، ۸۸٪ تأیید شده است.